# Maqsut Närikbajew
Maqsut Sultanuly Närikbajew (kasachisch Мақсұт Сұлтанұлы Нәрікбаев, russisch Максут Султанович Нарикбаев Maxut Sultanowitsch Narikbajew; * 30. März 1940 in Jerkin, Oblast Taldy-Kurgan, Kasachische SSR; † 12. Oktober 2015 in Astana) war ein kasachischer Jurist und Politiker.

## Leben
Maqsut Närikbajew wurde 1940 im Dorf Jerkin im heutigen Audan Eskeldi im Gebiet Schetissu geboren. Er absolvierte ein Studium der Rechtswissenschaften an der Staatlichen Kasachischen Universität in Alma-Ata, wo er 1974 einen Abschluss erhielt.
Nach der Unabhängigkeit Kasachstans von der Sowjetunion arbeitete er für verschiedene Regierungsstellen. 1992 war er Leiter der Staats- und Rechtsabteilung in der Verwaltung des Präsidenten und des Ministerkabinetts der Republik Kasachstan und anschließend Leiter der Abteilung für Strafverfolgungsbehörden bei denselben staatlichen Stellen. Ab September 1993 war Närikbajew stellvertretender Generalstaatsanwalt Kasachstans. Diese Position hatte er nur drei Monate inne, da er bereits im Dezember zum ersten stellvertretenden Vorsitzenden des Obersten Gerichtshofs des Landes ernannt wurde. Ab Oktober 1995 bekleidete er den Posten des Generalstaatsanwalts Kasachstans und von Juni 1996 bis September 2000 war er Präsident des Obersten Gerichtshofs.  Von Juli 2000 bis Juli 2007 war er Rektor der Kasachischen Akademie für Staatsrecht, die 2001 in Kasachische Universität für humanitäres Recht umbenannt wurde. Neben seiner Funktion als Universitätsrektor bekleidete er in dieser Zeit auch noch andere Positionen. So war er seit April 2003 Vorsitzender des Obersten Justizrats Kasachstans und seit März 2004 Mitglied der Menschenrechtskommission des kasachischen Präsidenten.
Auch politisch war Närikbajew aktiv. Er war Kandidat bei der Parlamentswahl 2004 und trat auch bei der nächsten Wahl 2007 auf der Liste der Demokratischen Partei Ak Schol an. Närikbajew gründete außerdem 2004 die Partei Adilet, deren Parteivorsitzender er war. Im März 2012 trat er vom Parteivorsitz zurück, er blieb jedoch Ehrenmitglied des Zentralkomitees der Partei.
Er starb am 12. Oktober 2015 in Astana.